# Zvrat (chvat)
Zvrat (anglicky: Suplex) je zápasnický chvat (používaný v zápase nebo v jiných úpolových sportech a v MMA), při jehož provádění přehazuje zápasník soupeře přes svoji hruď nebo přes ramena a přitom se zvrací vzad, ať už mostem nebo jen záklonem.
Podskupiny zvratů:
• Zvraty přes hruď (mostem)
• Zvraty stranou (zvraty záklonem)
• Zvraty přes ramena (naložením na šíji)
• Zadní zvraty (anglicky: German suplex)

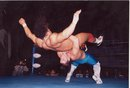
Zadní zvrat (German suplex) ve Wrestlingu